# Innes
innes（イネス）は、日本の女性アイドルグループ。TRASH-UP!! RECORDS所属。

## 略歴
2021年3月、TRASH-UP!! RECORDSでSAKA-SAMAに続くアイドルグループの募集を開始。
2021年6月19日、TRASH-UP!! RECORDS主催「遅れてゴメンネ！」でデビュー。それまでグループ名以外の情報がなく、ライブで初めてメンバー6人が公表された。小野寺詩依と可愛唯はオーディション、他のメンバーはスカウトである。
2021年12月19日、遊楽木節子がリーダー、小野寺詩依が副リーダーに就任。
2022年3月31日、1stアルバム『BAD+』をリリース。
2022年4月24日、出雲にっき卒業。5月15日、可愛唯卒業。6月5日、Nui/ヌニキ卒業。
2022年7月15日、伊東ナギ・神立千夜歌・夢野くる加入。10月に遊楽木節子・もえにゃん・小野寺詩依の卒業により、3人による新体制となる。
2023年6月15日、グループ解散を発表。8月6日の下北沢Flowers Loftライブをもって活動終了。

## メンバー
| 名前                        | 出身地                     | 備考 |
| --------------------------- | -------------------------- | --- |
| 伊東 ナギ いとう ナギ       | 神奈川県横浜市             | 2022年7月15日加入 解散をもってアイドル活動引退                                                                     |
| 神立 千夜歌 かんだち ちよか | アメリカ合衆国ワシントン州 | 2022年7月15日加入 ミスiD2022グローバルアイドル賞 解散後2023年12月よりアイドル失格に加入                            |
| 夢野 くる ゆめの くる       | 千葉県                     | 2022年7月15日加入 ミスiD2022君の日々がカルチャー賞 解散後「kuru」名義でダダダムズに加入、2025年よりSAKA-SAMAに移籍 |

### 元メンバー
| 名前                      | 出身地         | 備考 |
| ------------------------- | -------------- | --- |
| 出雲 にっき いずも にっき | 宮城県気仙沼市 | ミスiD2019文芸賞（安住日希） avandoned元メンバー（2019年3月 - 2020年2月） すずめ園（元SAKA-SAMA「Dr.まひるん」）と自由律俳句ユニット「ひだりききクラブ」を結成 2022年4月24日卒業                    |
| 可愛 唯 かわい ゆい       | 東京都         | 2019年、双子の姉・赤城文（元エレクトリックリボン、ミレディ♡チャーム）と「ローストチェリーマーケット」を結成 ミスiD2019・2021セミファイナリスト 2022年3月2日、一時活動休止を発表 2022年5月15日卒業   |
| Nui/ヌニキ ぬい ヌニキ    |                | ソロで「遅れてゴメンネ！」（2021年5月8日、Flowers Loft）に出演した際にスカウトされた。2021年4月10日、「いぬいぬい」より改名 ミスiD2022ファイナリスト 2022年6月5日卒業                               |
| 小野寺 詩依 おのでら しい | 山口県         | 副リーダー ミスiD2022ファイナリスト 2022年5月8日より1年間活動休止 2022年8月31日、「she」名義で期間限定でダダダムズに加入 2022年10月2日卒業、およびダダダムズ正式加入                                |
| もえにゃん                | 山口県         | 「若木萌」名義でヤンチャン学園 音楽部（2014年 - 2015年）、Mystic Mode（2017年）、「もえにゃん」名義でダブルハピネス（2020年 - 2021年）として活動 ミスiD2020 人の人生を笑うな。賞 2022年10月16日卒業 |
| 遊楽木 節子 ゆらぎ せつこ | 東京都         | リーダー D'yerMak'er?元メンバー（2018年12月 - 2020年4月） ミスiD2022エンジェル賞 2022年10月16日卒業、アポカリナノ！で活動                                                                           |

## 作品

### アルバム
| # | 発売日        | タイトル | 収録曲 | 備考 |
| - | ------------- | -------- | --- | ---- |
| 1 | 2022年3月31日 | BAD+     | 1. グッドバイ 2. イネス・ザ・スカッド！ 3. 聴こえる 4. イネスワンダー 5. パレット 6. 真夏のなにか 7. BAD+ 8. FEELINGS |      |

### CD-R
※会場およびタワーレコード渋谷店で販売
- FEELINGS（2021年8月16日）
- 真夏のなにか（2020年8月27日）
- イネスワンダー（2021年9月20日）
- パレット（2021年10月23日）

## 出演

### インターネット配信
- 南波一海のアイドル三十六房（2021年8月5日、タワレコTV）